# Осада Страсбурга
Осада Страсбурга (нем. Belagerung von Straßburg) — одно из сражений во время франко-прусской войны (1870—1871).
После битвы при Вёрте-Фрёшвиллере кронпринц Фридрих, командующий Третьей прусской армией, приказал генералу Августу фон Вердеру двинуться на юг, в сторону Страсбурга. В то время Страсбург (наряду с крепостью Мец) считался сильнейшей французской крепостью и одним из наиболее защищенных городов. Крепость имела относительно слабый гарнизон (17 тысяч защитников) под командованием генерала Жан-Жака Уриха. Крепостная артиллерия, насчитывавшая около 800 орудий, была в значительной степени устаревшей и не могла сравниться с новыми немецкими орудиями.
Первые немецкие войска 12 августа достигли района вокруг Страсбурга и отрезали город от внешнего мира, были прерваны железнодорожное и телеграфное сообщение. В распоряжении фон Вердера было около 40 000 солдат баденского и вюртембергского контингентов. Защитники отступили в крепость. Фон Вердер понимал, что из-за ограниченности запасов продовольствия город не сможет выдержать длительной осады и решил бомбардировать сам город, чтобы заставить его защитников сдаться.
23 августа немецкая артиллерия открыла огонь по городу. Несколько бомб упали на центр Страсбурга, вызвав многочисленные пожары и разрушения; среди прочего были уничтожены многочисленные памятники города. Архиепископ Страсбургский хотел попросить Вердера прекратить стрельбу, жители города были готовы платить 100 000 франков за каждый день, когда город не будет подвергаться бомбардировкам. Командующий обороной города генерал Урих, узнав, что запасы боеприпасов у противника на исходе, отверг предложение архиепископа и жителей.
Вместо бомбардировки Вердер теперь решился на настоящую осаду. Были установлены батареи и вырыты траншеи, и немцы методично продвигались к главной стене, захватывая по одному участку за раз. Немецкая осадная артиллерия, использовавшая тяжелые мортиры и казнозарядные орудия с нарезными стволами, с невиданной скоростью разрушала укрепления в северо-западной части города.
11 сентября швейцарская делегация, прибывшая для эвакуации детей, женщин, стариков и больных, сообщила о поражении французов при Седане — это означало, что у города не осталось надежды на возможную помощь. 19 сентября жители обратились к генералу Уриху с просьбой сдать город немцам. Урих отказался, все еще веря в возможность защиты города. Однако в тот же день атакующим удалось захватить 52-й и 53-й люнеты, что заставило французского командующего пересмотреть свои варианты защиты. Следующая неделя принесла осаждающим быстрый прогресс, и теперь они быстро пробирались к главной стене. К 26 сентября немцы проделали серьезные бреши в валах 11-го и 12-го бастионов, что сделало возможным штурм самого города.
27 сентября Урих наконец вступил в переговоры о капитуляции, поскольку крепость больше нельзя было удерживать, а генерал хотел избежать кровавых уличных боев. На следующий день Страсбург сдался, а 30 сентября генерал фон Вердер вступил в город.
После захвата Страсбурга Вердер двинул свои войска на юг. Следующей его целью был город Бельфор, который он захватил в ноябре.